# Patricia Neumann
Patricia Neumann ist eine österreichische Managerin. Vom Aufsichtsrat wurde sie zur Vorstandsvorsitzenden der Siemens AG Österreich ab dem 1. Mai 2023 ernannt.

## Leben
Neumann studierte an der Wirtschaftsuniversität Wien, erwarb 1995 einen Master in Betriebswirtschaftslehre und verfasste ihre Diplomarbeit zum Heurigenort Grinzing.
Sie begann ihre Karriere 1995 bei IBM Österreich und war bis 2017 in verschiedenen Managementpositionen tätig. Von 2017 bis 2021 war sie Generaldirektorin von IBM Österreich. Ab Oktober 2021 war sie als Data, AI and Automation Sales Leader für IBM-European Middle-East and Africa tätig.
Vom Aufsichtsrat wurde sie Anfang Februar 2023 als Nachfolgerin von Wolfgang Hesoun zur Vorstandsvorsitzenden von Siemens Österreich ab dem 1. Mai 2023 ernannt.
Im Juni 2024 wurde sie unter Präsident Georg Knill zur Vizepräsidentin der Industriellenvereinigung gewählt, sie folgte in dieser Funktion Philipp von Lattorff nach.

## Ehrenamt
Neumann ist Präsidentin der Internetoffensive Österreich. In der Jubiläumsstiftung der Wirtschaftsuniversität Wien agiert sie als Vice-President.

## Privates
Sie ist verheiratet und hat zwei Kinder.

## Auszeichnungen
- 2024: WU-Managerin des Jahres[11]

## Werke
- Patricia Neumann: Grinzing – ein Heurigenort in Wien: Weinbau, Gästestruktur und Probleme eines Heurigenortes 1994. Hochschulschrift Wirtschaftsuniversität Wien